# Carruthersia glabra
Carruthersia glabra är en oleanderväxtart som beskrevs av D.J.Middleton. Carruthersia glabra ingår i släktet Carruthersia och familjen oleanderväxter. Inga underarter finns listade i Catalogue of Life.